# 세상에 하나뿐인 꽃
세상에 하나뿐인 꽃(일본어: 世界に一つだけの花 세카이니히토츠다케노하나[*])는 SMAP의 35번째 싱글이다. 2003년 3월 5일에 빅터 엔터테인먼트에서 발매되었다. 2000년대의 일본의 대중 음악을 대표하는 히트 곡의 하나이다.

## 개요
이 곡은 원래 2002년 7월 24일에 발매된 앨범 〈SMAP 015 / Drink! Smap!〉의 수록곡이었다. 작사·작곡 한 마키하라 노리유키에 따르면, 당시 의뢰를 받아 처음으로 제출한 작품의 마감이 임박한 가운데 쓴 곡이다.
앨범 발매 당시부터 이 곡이 이 앨범 중에서 가장 좋아하는 곡이라고 코멘트했다.. 그 후 2002년 9월 16일 방송의 후지 TV 《SMAP×SMAP》 특별편의 코너 "동학년"에서 기무라 타쿠야가 삽입곡으로 이 곡을 불러 화제를 모았다.
이 곡이 세간에 널리 알려진 것은 2003년 1월부터 3월까지 방송 된 쿠사나기 츠요시 주연의 후지 TV 드라마 《내가 사는 길》의 주제곡으로 기용되어, 드라마 방영 직후부터 싱글 컷으로 발매의 요청이 전해져 멤버들의 노래 파트의 교체 등의 변경 이후, 2003년 3월 5일에 〈세상에 하나 뿐인 꽃(단일 버전)〉으로 싱글 컷 발매가 이뤄졌다. 또한 이 드라마에서 단일 버전이 유일한 쓰인것은 발매 직후 방송 된 최종회의 엔딩 장면이다.
앨범 버전에서는 사비(후렴 부분)을 부른 멤버는 기무라 타쿠야였지만, 싱글 버전에서는 드라마의 영향 때문인지 쿠사나기 츠요시가 불렀다.
싱글 버전의 발매로부터 약 6년 반 후에는, 클래식·재즈 어레인지를 하고 2009년 12월 18일 ~ 2010년 1월 11일까지 기간 한정으로 "SMAP SHOP 09 in Akasaka Sacas"에서 "SEKAI NI HITOTSU DAKE NO HANA (SON version)"로 판매되었다. 또한 2011년 3월 18일에는 가사를 중국어로 번역하고 다시 녹음한 버전으로 중국에서 발매했다. 또한 매출의 일부는 발매 1주일 전에 일어난 동북 지방 태평양 앞바다 지진(동일본 대지진)의 이재민에 기부한다고 발표했다.
〈SMAP 015 / Drink! Smap!〉에 수록되어 있는 "오리지널 버전", 싱글 컷 된 어레인지가 추가 된 "단일 버전", 〈SMAP 016/MIJ〉에 수록된 "organ version", "SEKAI NI HITOTSU DAKE NO HANA (SON version)"의 "재즈 버전"과 "클래식 버전" 가사가 전편 중국 "세상에 하나뿐인 꽃(世界上唯一的花)" CD로 발매되어, SMAP 명의로 이 곡의 공식 버전은 모두 6개가 존재한다.

## 수록곡
SMAP 015/Drink! Smap!
1. 세상에 하나 뿐인 꽃
  - 작사·작곡·편곡 : 마키하라 노리유키

세상에 하나 뿐인 꽃(世界に一つだけの花) (단일 버전)
1. 세상에 하나 뿐인 꽃 (단일 버전)
  - 작사·작곡·편곡 : 마키하라 노리유키 / 현악기 어레인지먼트 : 카도쿠라 사토시
2. 나는 그대를 데리고 갈거예요(僕は君を連れてゆく)
  - 작사 : 쿠도 테츠오 / 작곡·편곡 : 츠지 타카시
3. 세상에 하나 뿐인 꽃 (단일 버전) [오리지널 가라오케]
4. 나는 그대를 데리고 갈거예요 [오리지널 가라오케]

SMAP 016/MIJ
1. DISC2 - 세상에 하나 뿐인 꽃 (organ version)
  - 작사·작곡 : 마키하라 노리유키 / 편곡 : 우에스기 히로시

SEKAI NI HITOTSU DAKE NO HANA (SON version)
1. 세상에 하나 뿐인 꽃 (JAZZ version)
  - 작사·작곡 : 마키하라 노리유키 / 편곡 : Adam Podrat
2. 세상에 하나 뿐인 꽃 (CLASSIC version)
  - 작사·작곡 : 마키하라 노리유키 / 편곡 : Adam Podrat

SMAP AID
1. 세상에 하나 뿐인 꽃(世界上唯一的花) (Chinese Version)
  - 작사·작곡 : 마키하라 노리유키 / 중국어 가사 : 임명양

## 기록
- SMAP는 본 곡으로 처음 오리콘 싱글 차트 연간 순위 1위를 차지했다.[2] 또한, 2003년 TBS 《CDTV》, TV 아사히 《뮤직 스테이션》, 후지 TV 《HEY! HEY! HEY! MUSIC CHAMP》에서의 연간 랭킹에서도 1위를 차지했다.
- 오리콘 역대 싱글 차트 9위, 앨범에서 싱글 컷 된 곡으로는 역대 최고 판매량이다. SMAP의 CD 작품과 동시에 자니즈 사무소 소속 아티스트의 CD 작품 중 최대의 히트작으로, 오리콘 조사에서 21세기에 가장 팔린 싱글 CD이다.
- 오리콘 싱글 차트에서 39주 만에 1위 복귀를 달성하고, 그 중에서도 38주 만에 1위 복귀는 역대 최장 기록이다. 또한, 이 차트에서 1위 복귀까지 최소 순위가 39위로 새로운 기록을 세웠다.
- 2003년 "세가카라 i 멜로디"에서 앨범 버전이 연간 1위, 롱 버전이 연간 9위, 단일 싱글 버전이 연간 46위로 연간 톱 50에 3버전이 모두 순위에 들었다.
- 오리콘 가라오케 차트에서는 2003년 3월 3일 날짜로부터 6월 16일자까지의 16주 연속을 포함 통산 40주 1 위를 차지, 이것은 〈꽃(花)〉(ORANGE RANGE)가 업데이트 될 때까지 역대 1위였다. 또한, 일본의 가라오케기업 다이이치코쇼 연간 랭킹에서는 2003년·2004년 2년 연속 1위를 기록했다.
- 2003년 5월에는 오리콘 집계에서 매출이 200만장을 돌파했다. 스키우타~홍백 모두 설문~백조 1위에 선정되었다.(홍조를 포함한 전체 1위) 또한, 2012년 11월 5일에 일본 음악 저작권 협회가 JASRAC상 30회 기념 특별 표창에서 금상을 수상했다. 동시에, 1982년 ~ 2011년 매년 분배 금액 상위 100작품 (국내 작품) 누계 베스트 30작품의 1위를 차지했다고 발표했다.[3].
- 2007년 일본 문화청·일본 PTA 전국 협의회 주최의 《부모와 자식으로 노래 사정 일본 노래 백선》에 선정되었다.[4]
- 2009년 TV 아사히 《뮤직 스테이션 당신과 아티스트가 선택한 신 국민적 명곡》 1위에 선정되었다.

## 차트 최고 순위
- 오리콘 주간 1위 (3주 연속 2회, 통산 7주)
- 2003년 3월도 월간 1위 (오리콘)
- 2003년 상반기 1위 (오리콘)
- 2003년 연간 1위 (오리콘)
- 2004년 연간 11위 (오리콘)
- 2003년 연간 1위 (오리콘 가라오케 순위)
- 등장 횟수 277회 (오리콘)
- 오리콘 역대 싱글 랭킹 1위